# Olios fasciiventris
Olios fasciiventris är en spindelart som beskrevs av Simon 1880. Olios fasciiventris ingår i släktet Olios och familjen jättekrabbspindlar. Inga underarter finns listade i Catalogue of Life.